# Douraïd Souissi
Douraïd Souissi, né en 1979 à Tunis, est un photographe tunisien qui explore à travers ses photos le potentiel de la représentation visuelle du paysage pour aborder des problématiques sociales, historiques et politiques.

## Biographie
Parti aux États-Unis pour suivre ses études universitaires, Douraïd Souissi obtient une licence en finance internationale et un master en philosophie. C'est pendant ses études qu'il commence à s'intéresser au monde de la photographie grâce à des amis qui l'étudient à l'université.
De retour en Tunisie, il intègre le club de photo Tahar-Haddad et prépare sa première exposition personnelle intitulée Drops qui voit le jour en novembre 2006,.
Par la suite, Douraïd Souissi fait deux autres expositions personnelles : Kef en 2014 et Mohamed, Salem, Omrane, Hbib, Hsouna, Alaa, Farid, Hamza, Mehdi, Oussama, Kamel en 2016,. Il participe également à plusieurs biennales comme la Biennale des photographes du monde arabe contemporain à Paris en 2017, la Biennale de l'art africain contemporain à Dakar en 2014, ainsi qu'à divers expositions et festivals tels que le Festival Voies Off à Arles en 2013, les Rencontres de Ghar El Melh en 2007, 2009 et 2014 et la quatrième édition de 1:54 (en) à Londres en 2016.
Douraid Souissi rejoint en 2016 la Cité internationale des arts à Paris pour une résidence d'un an.

## Expositions personnelles
- Drops - 2006 ;
- Kef - 2014 ;
- Mohamed, Salem, Omrane, Hbib, Hsouna, Alaa, Farid, Hamza, Mehdi, Oussama, Kamel - 2016.

## Expositions collectives
- Deuxième biennale des photographes du monde arabe contemporain, 13 septembre au 12 novembre 2017, Institut du monde arabe, Paris [12].